# جین گریر
جین گریر (انگلیسی: Jane Greer؛ ۹ سپتامبر ۱۹۲۴ – ۲۴ اوت ۲۰۰۱) یک بازیگر سینما، هنرپیشه، و خواننده اهل ایالات متحده آمریکا بود.
از فیلم‌هایی که وی در آن نقش‌آفرینی کرده است می‌توان به از درون گذشته، سرقت بزرگ، خانواده فوری و مرد هزار چهره اشاره کرد.